# 오시마사와라역
오시마사와라역(일본어: 渡島砂原駅)은 일본 홋카이도 가야베 군 모리정에 있는 역이다. 홋카이도 여객철도 하코다테 본선(사와라 지선)이 지난다. 역 번호는 N66이며, 상대식 승강장 2면 2선의 구조를 지닌 지상역이다.

## 역 주변
- 국도 제278호선
- 모리 정청 사와라 지소
- 오시마 신용금고 사와라 지점
- 사와라 어업협동조합

## 역사
- 1927년 12월 25일 : 오시마카이간 철도의 사와라역(일본어: 砂原駅)으로서 개업.
- 1945년 1월 25일 : 오시마카이간 철도 국유화에 의해, 국철의 오시마사와라역으로서 재개업.
- 1987년 4월 1일 : 민영화에 의해, 홋카이도 여객철도로 이관.

## 인접 정차역
| 홋카이도 여객철도 하코다테 본선 | 홋카이도 여객철도 하코다테 본선 | 홋카이도 여객철도 하코다테 본선 |
| ------------------------------- | ------------------------------- | ------------------------------- |
| N67 오시마누마지리 오누마 방면  | 사와라 지선                     | 가카리마 N65 모라 방면          |